# M541 (Motor)
Der M541 (als Stellvertreter für das Baumuster) war ein vom VEB Fahrzeug- und Jagdwaffenwerk „Ernst Thälmann“ (Simson) entwickelter und hergestellter Zweitaktmotor. Er löste die Motoren der M53/M54-Reihe ab. Der M541 kam ab 1980 in den Kleinkrafträdern von Simson zum Einsatz. 1983 kam eine auf dem M541 basierende 70-cm³-Variante mit der Bezeichnung M741 hinzu.
Die Bezeichnung M541 wird aufgrund der besonders großen Stückzahl des Typs M541 oft als Sammelbegriff für eine ganze Motoren-Baureihe verwendet, die unter anderem auch die Typen M531, M542, M741 und M742 umfasst. Allen Motoren liegt dasselbe Baumuster zugrunde. Die verschiedenen Varianten unterscheiden sich nur geringfügig, hauptsächlich in der Anzahl der Gänge und dem Hubraum.

## Geschichte und Bedeutung
Simson brachte erstmalig 1964 mit der M54/M53/M52-Baureihe einen Motortyp für Kleinkrafträder in eigener Arbeit hervor. Im Verlauf der Jahre erfolgten mehrere Weiterentwicklungen, zuletzt zum M53/2 KF für das Simson S 50. Die neue M541-Baureihe von Simson wurde dann auf der Leipziger Herbstmesse 1979 präsentiert. Einige grundsätzliche Konstruktionsmerkmale wurden vom Vorgänger übernommen. Dennoch handelte es sich um eine vollständige Neuentwicklung. Von einigen Standard-Bauteilen abgesehen gibt es am M541 kaum ein Teil, das sich am M53 wiederfindet. Der neue Motor bildete wiederum die Grundlage für eine Reihe Varianten, die untereinander einen großen Standardisierungsgrad aufwiesen.
Der Motor erwies sich als sehr gelungene Konstruktion, auch über die politische Wende 1989/90 hinaus blieb er die Kraftquelle der meisten Simson-Zweiräder, bis hin zum Ende des Fahrzeugbaus im Jahr 2002. Seit 2009 wird die letzte von Simson vollzogene Entwicklungsstufe des M541 mit 4-Gang-Getriebe von der MZA Meyer-Zweiradtechnik GmbH vollständig neu produziert, vorwiegend als Austauschmotor für die weiterhin zahlenmäßig stark im ostdeutschen Straßenbild vertretenen Simson-Kleinkrafträder.
Der Motor wird aufgrund seiner auf Reparaturfreundlichkeit und Variabilität hin ausgelegten Konstruktion häufig als Grundlage für Tuning-Aufbauten verwendet. Verschiedene Unternehmen bieten den M541 mit Hubraumvergrößerung, zusätzlichen Einlasskanälen und weiteren Abänderungen mit einer Leistung von rund 7 PS oder auch bis zu 23 PS an. Speziellere Umbauten mit verstärktem Motorgehäuse und verstärkter Kurbelwellenlagerung in Kombination mit Membran-Einlasssteuerung erreichen eine Leistung von bis zu 40 PS.
Mit dem Motor M541 führte Simson die sogenannte Nestmontage anstatt einer Fließbandfertigung ein, wovon man sich weniger Monotonie und größere Entfaltungsmöglichkeiten für die Werktätigen sowie bessere Arbeitsergebnisse versprach.

## Erklärung der Bezeichnung
Simson bezeichnete seine Kleinkrafträder-Motoren dieser Baureihe immer nach folgendem Prinzip (hier am Beispiel des M541):
- M – für Simson Motor
- 5 – Nennhubraum in 10 cm³
- 4 – Gangzahl des Getriebes
- 1 – Ausführung (Ziffer zur Baureihen-Unterscheidung); 2 folgte mit Einführung der 12V-Elektrik 1989, 3 und 4 wurden für Modelle nach 1990 verwendet
- /X oder –XX – Ziffer(n) zur Angabe weiterer Spezifikationen

Danach folgten noch Buchstaben zur Beschreibung der Anbauteile. Hierbei gab es:
- K oder E – Kickstarter oder Elektrostarter
- F oder H – Fußschaltung oder Handschaltung; L bei Variante für Gartengerätesystem Fortschritt E930
- R – Roller-Variante, also geänderter Fußschalthebel und angepasste Kabelbaumführung der Zündung (für Schwalbe und SR50/SR80)

Ab Ausführung 3 wurde die Typ-Bezeichnung in Form eines aufgeklebten Etiketts am Motor angebracht.

## Technik und Eigenschaften
Bei allen Varianten besteht das Kurbelgehäuse und das Getriebe aus einem Gussblock. Das Gehäuse und der Zylinder wurden im Druckguss aus AlSi9Cu1 hergestellt, die Laufbuchse besteht aus Grauguss und ist im Zylinder eingeschrumpft. Das Benzin-Öl-Gemisch übernahm auf Grund der von nun an außerhalb der Kurbelwellenlager angeordneten Wellendichtringe die Schmierung der Lager, wodurch eine gegenüber den Vorgängermotoren um 100 ml verringerte Getriebeölfüllmenge nötig war. Ebenso waren die Wellendichtringe der Kurbelwellenlager nun ohne Zerlegen des Motor-/Getriebeblocks austauschbar. Die vorgesehene Grenznutzungsdauer des neuen Triebwerks stieg auf 40.000 km.
Der nun schrägverzahnte Primärtrieb (alle anderen Zahnradpaarungen waren weiterhin geradverzahnt) bewirkte zusammen mit der breiteren Lagerung des Kupplungszahnrads, das auf Sintereisenbuchsen lief, eine verbesserte Laufruhe des Triebwerks. Die neue Motorengeneration hatte eine Ziehkeilschaltung. Bei dieser konnte die Anzahl der Gänge mit wenig Aufwand variiert werden, zu DDR-Zeiten wurde es mit 3 oder 4 Gängen produziert. Die perspektivische Erweiterung um einen fünften Gang war bei der Entwicklung des Getriebes aber bereits berücksichtigt worden. Gegenüber der bisher verwendeten Klauenschaltung, die gemeinhin als solider gilt, ergaben sich bei der Simson-Konstruktion keine Nachteile. Das Prinzip der Tellerfederkupplung wurde beibehalten. Die Kickstarterwelle, die bei Stürzen oft verbogen wurde (was dann auch Ölaustritt zur Folge haben konnte), ließ sich bei den Vorgängermotoren nur durch ein sehr aufwendiges Zerlegen des Motor-/Getriebeblocks wechseln. Beim neuen Motor war der Wechsel der Welle sogar bei im Rahmen eingebautem Motor-/Getriebeblock möglich. Während ein Zahnradsektor beim Starten des Vorgängermotors in ein auf der Abtriebswelle sitzendes Zahnrad eingriff, wurde das Drehmoment des Kickstarters beim neuen Motor mit einem Freilauf übertragen. Das vermied ein Blockieren des Kickstarters durch Zahn-auf-Zahn-Stellungen.
Obwohl bereits 1976 mit dem S 50 B2 eine Hochspannungskondensatorzündung (HKZ) im Angebot war, kam auch beim M541 anfangs weiterhin noch teilweise die verschleißanfällige Unterbrecherzündung zum Einsatz. Immerhin konnte durch Verlegung des Unterbrechers auf der Grundplatte nach oben die Gefahr des Verölens gebannt werden. Erleichterungen zur Zündungseinstellung wie Abrissmarkierungen und Spannpratzen zur Fixierung der Grundplatte wurden bereits in der zweiten Hälfte der 1970er Jahre am Vorgängertyp eingeführt und auch hier beibehalten. Nur geringe Änderungen gab es bei Serieneinführung am Vergaser, nun als Typ BVF 16 N 1-11 bezeichnet. Eine Änderung des Kegels an der Leerlauf-Luft-Regulierschraube gestattete fortan eine feinfühligere Einstellung der Leerlaufdrehzahl. Äußerlich erkennbar ist dieser Vergaser an der geänderten Hülsenführung dieser Schraube. In späteren Jahren wurde der Motor mit einem sogenannten „Sparvergaser“ ausgestattet (Typ BVF 16 N 3-4).
Das Prinzip der Fahrtwindkühlung des M53/2 wurde beibehalten, wobei der Zylinder am M541 eine noch ausgeprägtere Verrippung aufwies. Vier Dämpfungselemente aus Gummi sollten einem möglichen Schwirren der länger gewordenen Rippen begegnen.
Der nahezu quadratische Brennraum des Vorgängertyps wich beim M541 einer langhubigen Auslegung mit 44 mm Hub und 38 mm Bohrung. Damit war die Basis für eine relativ einfache Hubraumvergrößerung durch Aufbohren, also unter Beibehaltung des Kurbeltriebs, geschaffen. Die schon bei den letzten Entwicklungsstufen des Vorgängertyps gute Elastizität konnte nochmals verbessert werden: Das maximale Drehmoment unterschied sich zwar nur unwesentlich, aber vor allem bei Drehzahlen unter 4000/min lag nun erheblich mehr Drehmoment als beim M53/2 an. Entsprechend besser war deshalb die Durchzugskraft, was sich insbesondere an Steigungen oder im Zweipersonenbetrieb bemerkbar machte. Durch das nun verfügbare 4-Gang-Getriebe verbesserten sich die nutzbaren Zugkräfte noch weiter. Nur marginal erhöhte sich die Nennleistung von 3,6 auf 3,7 PS, die ebenso wie beim M53/2 bei 5500/min erreicht wurde. Ein wesentlicher Unterschied bestand wiederum in der Charakteristik oberhalb der Nenndrehzahl: Um die zulässige Höchstgeschwindigkeit von 60 km/h besser als bisher einhalten zu können, bemühten sich die Simson-Konstrukteure um einen stärkeren Abfall der Leistungskurve bei hohen Drehzahlen. In einem Testbericht wurde mit dem S 51 dennoch eine Höchstgeschwindigkeit von 66 km/h bei liegendem Fahrer gemessen.
Der schon beim Übergang vom M53/1 auf den M53/2 merklich auf 2,5 l/100 km abgesenkte Kraftstoffverbrauch konnte mit dem M541 mit 2,48 bis 2,4 l/100 km noch einmal knapp unterboten werden. Die minimale Einsparung muss jedoch auch als Scheitern am Zweitaktmotor an sich gesehen werden, denn das Hauptentwicklungsziel war eigentlich ein besserer Umweltschutz gewesen. Simson blieb offiziell aber bei der Behauptung, es sei ein um 10 % abgesenkter Kraftstoffverbrauch erreicht worden. Dass sich die Einsparung in der Fahrpraxis allenfalls minimal zeigte, könnte daran liegen, dass sich ausgerechnet im so häufig genutzten Geschwindigkeitsbereich zwischen 50 und 55 km/h kein relevant niedrigerer Verbrauch ergab. Der größere M741 hatte einen besseren Wirkungsgrad, da er bei nahezu gleichem Kraftstoffverbrauch wesentlich mehr Leistung brachte – aus fahrerlaubnisrechtlichen Gründen konnte sich dieses effizientere Triebwerk dennoch nicht am Markt durchsetzen.
Echte Schwächen hatte der M541 kaum. Ein eher kosmetischer Nachteil war der merklich rauere Motorlauf, was typisch für langhubige Motoren ist. In einem westdeutschen Testbericht wurde der mäßige Schaltkomfort des Ziehkeilgetriebes bemängelt, während in der DDR-Fachpresse immerhin eine leichtere Schaltbarkeit verglichen mit dem bisherigen Getriebe festgestellt wurde. Weiterhin bot die gebläsegekühlte Ausführung des M53 bei außergewöhnlichen Belastungen einen besseren Schutz vor Überhitzung, etwa im Hochsommer an langen, starken Steigungen.
Wie schon bei den S-50-Motoren, konnten die Zylinder der neuen Baureihe in 0,25-mm-Schritten bis zu sechsmal ausgeschliffen und mit einem dazu passenden, neuem Kolben gepaart, weiter genutzt werden.

### Technische Daten
| Typ                                                      | Hubraum in cm³                                              | max. Leistung in kW (PS) bei 1/min | Bohrung × Hub in mm                                      | Verdichtung | max. Drehmoment in Nm bei 1/min | Primärübersetzung | Kraftstoff                                       |
| -------------------------------------------------------- | ----------------------------------------------------------- | ---------------------------------- | -------------------------------------------------------- | ----------- | ------------------------------- | ----------------- | ------------------------------------------------ |
| alle 50-cm³-Varianten (Exportvarianten können abweichen) | - 49,9 (im Grundschleifmaß) - 53,92 (im größten Ausschliff) | 2,72 (3,7) bei 5500                | - 38 × 44 (Serie) - 39,50 × 44 (im größten Ausschliff 1) | 9,5 : 1     | 5,0 bei 4800                    | 1 : 3,25          | Zweitaktgemisch 1:50 3 (vollsynthetisch 1:100) 4 |
| alle 70-cm³-Varianten (Exportvarianten können abweichen) | - 70,0 (im Grundschleifmaß) - 71,54 (im größten Ausschliff) | 4,1 (5,6) bei 6000                 | - 45 × 44 (Serie) - 45,50 × 44 (im größten Ausschliff 2) | 10,5 : 1    | 6,7 bei 5500                    | 1 : 2,952         | Zweitaktgemisch 1:50 3 (vollsynthetisch 1:100) 4 |

## Hergestellte Bauvarianten (Typen)
Hinweis: Die Daten stammen aus originalen Reparaturanleitungen und Ersatzteilkatalogen. Es sind alle Varianten aufgelistet, die bis einschließlich 1990 hergestellt wurden (DDR-Produktion). Über einige ist jedoch wenig bekannt, das betrifft vor allem die Varianten für Export-Zweiräder (Simson exportierte in zahlreiche osteuropäische Staaten, sowie nach Großbritannien u. a). Nicht vollständig erfasst sind in dieser Liste die Varianten, die von den Nachfolgeunternehmen von FAJAS produziert wurden.
| vollständige Bezeichnung        | eingebaut in folgende Zweiräder              | Spezifikationen |
| M 531 (50 cm³ mit 3-Gang)       | M 531 (50 cm³ mit 3-Gang)                    | M 531 (50 cm³ mit 3-Gang) |
| ------------------------------- | -------------------------------------------- | --- |
| M 531/2 KF                      | S 51 N                                       | Mokickmotor mit 6V 31,2+21 Watt-Primärzünder Fußschalthebel Kupplungsdeckel mit eingegossener „3“ gekennzeichnet |
| M 531 KF                        | S 51 B 1-3                                   | Mokickmotor mit 6V 25+21 Watt-Primärzünder Fußschalthebel Kupplungsdeckel mit eingegossener „3“ gekennzeichnet |
| M 531 KFR                       | KR 51/2 N                                    | Rollermotor mit 6V 25+21 Watt-Primärzünder Fußschaltwippe Kupplungsdeckel mit eingegossener „3“ gekennzeichnet linke Außenrippe des Zylinderkopfes gekürzt |
| M 531/2 KFS                     | SR 50 N                                      | Rollermotor mit 6V 25+21 Watt-Primärzünder Fußschaltwippe Kupplungsdeckel mit eingegossener „3“ gekennzeichnet |
| M 531 KFS                       | SR 50 B3                                     | Rollermotor mit 6V 25+21 Watt-Primärzünder Fußschaltwippe Kupplungsdeckel mit eingegossener „3“ gekennzeichnet |
| M 531/3 KF-40                   | verbaut in Exportmodell für Ungarn           | (keine Informationen) |
| M 531 KF-41                     | verbaut in Exportmodell für Polen            | (keine Informationen) |
| M 541 (50 cm³ mit 4-Gang)       |                                              | |
| M 541 KF                        | S 51 B 1-4                                   | Mokickmotor mit 6V 25+21 Watt-Primärzünder Fußschalthebel Kupplungsdeckel mit eingegossener „4“ gekennzeichnet |
| M 541/2 KF                      | S 51 E/4                                     | Mokickmotor mit 6V 31,2+21 Watt-Primärzünder Fußschalthebel Kupplungsdeckel mit eingegossener „4“ gekennzeichnet |
| M 541/4 KF                      | S 51 B 2-4 1 S 51 B 2-4/1 1 S 51 E S 51 E II | Mokickmotor mit 6V 35+21 Watt-Elektronikzünder Fußschalthebel Kupplungsdeckel mit eingegossener „4“ gekennzeichnet |
| M 541/5 KF                      | S 51 C                                       | Mokickmotor mit 6V 35+21 Watt-Elektronikzünder Fußschalthebel Kupplungsdeckel mit eingegossener „4“ gekennzeichnet Drehzahlmessermechanik angebaut |
| M 541/1 KFR                     | KR 51/2 L                                    | Rollermotor mit 6V 35+21 Watt-Elektronikzünder Fußschaltwippe Kupplungsdeckel mit eingegossener „4“ gekennzeichnet linke Außenrippe des Zylinderkopfes gekürzt                                                                                                  |
| M 541 KFR                       | KR 51/2 E                                    | Rollermotor mit 6V 25+21 Watt-Primärzünder Fußschaltwippe Kupplungsdeckel mit eingegossener „4“ gekennzeichnet linke Außenrippe des Zylinderkopfes gekürzt |
| M 531 KFR                       | KR 51/2 N                                    | Rollermotor mit 6V 25+21 Watt-Primärzünder Fußschaltwippe Kupplungsdeckel mit eingegossener „3“ gekennzeichnet linke Außenrippe des Zylinderkopfes gekürzt |
| M 541 KFS                       | SR 50 B4                                     | Rollermotor mit 6V 25+21 Watt-Primärzünder Fußschaltwippe Kupplungsdeckel mit eingegossener „4“ gekennzeichnet |
| M 541 EFS                       | SR 50 CE                                     | Rollermotor mit 6V 35+21 Watt-Elektronikzünder Fußschaltwippe Kupplungsdeckel mit eingegossener „4“ gekennzeichnet abgeändertes Gehäuse mit Elektrostarter |
| M 541/1 KFS                     | SR 50 C                                      | Rollermotor mit 6V 35+21 Watt-Elektronikzünder Fußschaltwippe Kupplungsdeckel mit eingegossener „4“ gekennzeichnet |
| M 541/6 KF                      | verbaut in Exportmodell für England          | (keine Informationen) |
| M 541/8 KF                      | verbaut in Exportmodell für England          | (keine Informationen) |
| M 541/9 KF                      | verbaut in Exportmodell für Zypern           | (keine Informationen) |
| M 541 KF-41                     | verbaut in Exportmodell für Polen            | (keine Informationen) |
| M 532 (50 cm³ mit 3-Gang)       |                                              | |
| M 532 KF                        | S 51/1 B 3 2                                 | (keine Informationen) |
| M 532 KFS                       | SR 50/1 B3 2                                 | (keine Informationen) |
| M 532 KF-41                     | verbaut in Exportmodell für Polen            | (keine Informationen) |
| M 542 (50 cm³ mit 4-Gang)       |                                              | |
| M 542/2 KF                      | S 51/1 E/3                                   | (keine Informationen) |
| M 542 KF                        | S 51/1 B                                     | Mokickmotor mit 12V 35+21 Watt-Primärzünder Fußschalthebel Kupplungsdeckel mit eingegossener „4“ gekennzeichnet |
| M 542/4 KF                      | S 51/1 C1 S 51/1 E S 51/1 E1                 | Mokickmotor mit 12V 35+21 Watt-Elektronikzünder Fußschalthebel Kupplungsdeckel mit eingegossener „4“ gekennzeichnet |
| M 542/5 KF                      | S 51/1 C                                     | Mokickmotor mit 12V 35+21 Watt-Elektronikzünder Fußschalthebel Kupplungsdeckel mit eingegossener „4“ gekennzeichnet Drehzahlmessermechanik angebaut |
| M 542 KFS                       | SR 50/1 B                                    | Rollermotor mit 12V 35+21 Watt-Primärzünder Fußschaltwippe Kupplungsdeckel mit eingegossener „4“ gekennzeichnet |
| M 542/1 KFS                     | SR 50/1 C                                    | Rollermotor mit 12V 35+21 Watt-Elektronikzünder Fußschaltwippe Kupplungsdeckel mit eingegossener „4“ gekennzeichnet |
| M 542 EFS 3                     | SR 50/1 CE                                   | Rollermotor mit 12V 35+21 Watt-Elektronikzünder Fußschaltwippe Kupplungsdeckel mit eingegossener „4“ gekennzeichnet abgeändertes Gehäuse mit Elektrostarter |
| M 542/6 KF-51                   | verbaut in Exportmodell für England          | (keine Informationen) |
| M 542/8 KF                      | verbaut in Exportmodell für England          | (keine Informationen) |
| M 542 KF-41                     | verbaut in Exportmodell für Polen            | (keine Informationen) |
| M 542/1 KF                      | verbaut in Exportmodell für Polen            | (keine Informationen) |
| M 542/9 KF                      | verbaut in Exportmodell für Zypern           | (keine Informationen) |
| M 543 (50 cm³ mit 4-Gang)       |                                              | |
| M 543-50                        | S 53-Modelle                                 | Mokickmotor mit 12V PVL-Zündung Fußschalthebel Kupplungsdeckel mit eingegossener „4“ gekennzeichnet keine „IFA-Raute“ im Kupplungsdeckel angegossener Bolzen neben Ritzel (wegen 50 km/h Festsetzung) Gehäusebohrung (für Zylinderaufnahme) mit Absatz versehen |
| M 553 (50 cm³ mit 5-Gang)       |                                              | |
| M 553 KF                        | Sperber MS 50                                | Mokickmotor mit 12V 35+21 Watt-Elektronikzünder Fußschalthebel Kupplungsdeckel mit aufgeklebter „5“ gekennzeichnet |
| M 741 (70 cm³ mit 4-Gang)       |                                              | |
| M 741/1 KF 3                    | S 70 C                                       | Mokickmotor mit 6V 35+21 Watt-Elektronikzünder Fußschalthebel Kupplungsdeckel mit eingegossener „4“ gekennzeichnet Drehzahlmessermechanik angebaut |
| M 741/2 KF                      | S 70 E S 70 EII                              | Mokickmotor mit 6V 35+21 Watt-Elektronikzünder Fußschalthebel Kupplungsdeckel mit eingegossener „4“ gekennzeichnet |
| M 741 EFS 3                     | SR 80 CE                                     | Rollermotor mit 6V 35+21 Watt-Elektronikzünder Fußschaltwippe Kupplungsdeckel mit eingegossener „4“ gekennzeichnet abgeändertes Gehäuse mit Elektrostarter 4. Gang länger übersetzt                                                                             |
| M 741/3 KF                      | verbaut in Exportmodell für England          | (keine Informationen) |
| M 741/5 KF                      | verbaut in Exportmodell für England          | (keine Informationen) |
| M 742 (70 cm³ mit 4-Gang)       |                                              | |
| M 742/2 KF 3                    | S 70/1 E S 70/1 E1                           | Mokickmotor mit 12V 35+21 Watt-Elektronikzünder Fußschalthebel Kupplungsdeckel mit eingegossener „4“ gekennzeichnet |
| M 742/1 KF 3                    | S 70/1 C                                     | Mokickmotor mit 12V 35+21 Watt-Elektronikzünder Fußschalthebel Kupplungsdeckel mit eingegossener „4“ gekennzeichnet Drehzahlmessermechanik angebaut |
| M 742 EFS 3 (teuerste Variante) | SR 80/1 CE                                   | Rollermotor mit 12V 35+21 Watt-Elektronikzünder Fußschaltwippe Kupplungsdeckel mit eingegossener „4“ gekennzeichnet abgeändertes Gehäuse mit Elektrostarter 4. Gang länger übersetzt                                                                            |
| M 742/3 KF                      | verbaut in Exportmodell für England          | (keine Informationen) |
| M 742/5 KF                      | verbaut in Exportmodell für England          | (keine Informationen) |

Der Motor wurde in veränderter Ausführung auch im Fortschritt E930 und dessen Nachfolgemodellen verbaut.